# 百樂

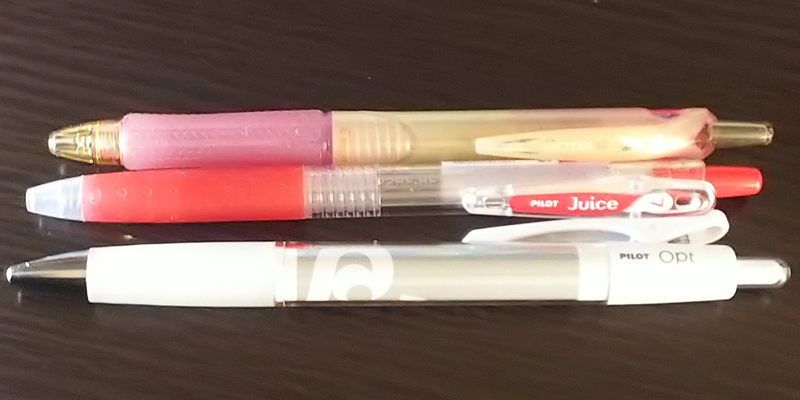
百乐牌圆珠笔

百樂文具股份有限公司（日语：株式會社パイロットコーポレーション），簡稱百樂文具，旧译拜罗德，是一家生產文具的日本公司，總部位於東京，是日本最大的文具生產商之一。

## 簡史

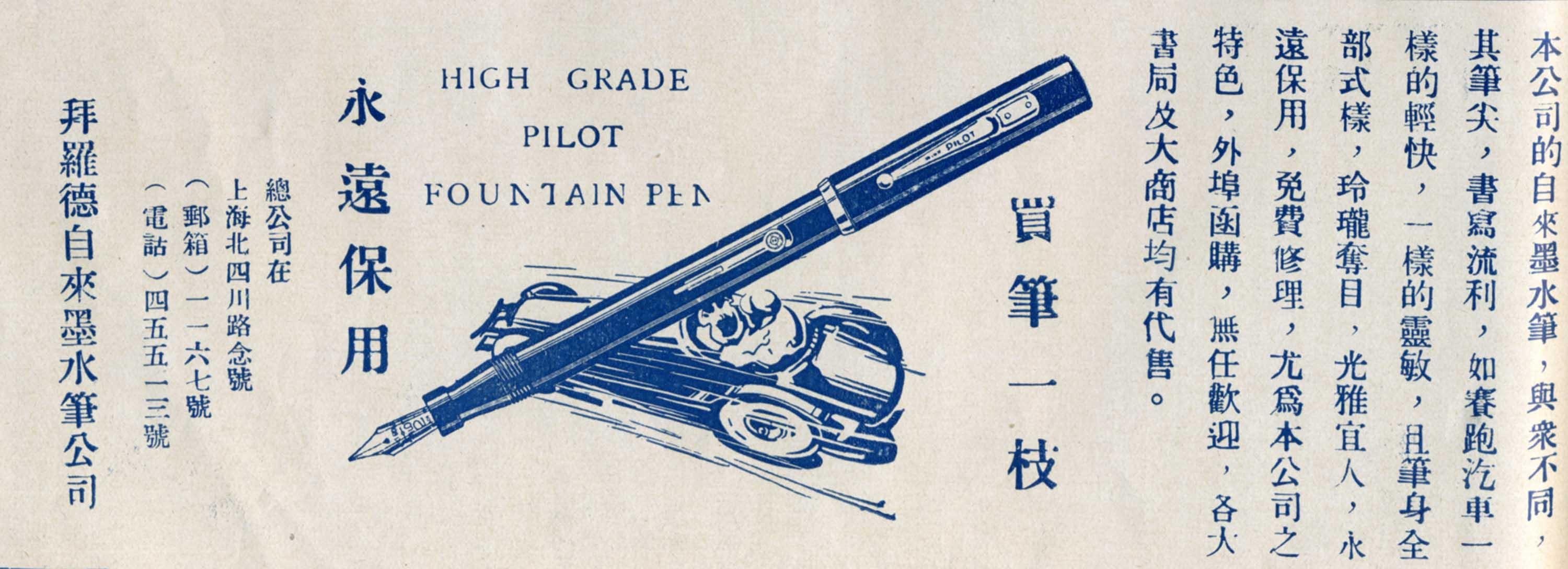
1929年11月《良友》画报广告，其产品为Pilot T-3 Coral Fountain Pen。

- 1918年1月27日：東京高等商船學校教授並木良輔成立株式會社並木製作所。
- 1938年：並木製作所正式改名為百樂萬年筆株式會社。
- 1989年：百樂萬年筆正式改名為株式會社百樂。
- 2002年1月：株式會社百樂集團控股成立。

## 主要類別產品
- 自動鉛筆
- 橡皮擦
- 鋼筆
- 原子筆
- 中性筆
- 鋼珠筆
- 螢光筆
- 修正帶

## 特色
向中國市場推出高檔鋼筆的盤算中提及，日本產鋼筆在加工時會微調筆尖，使之容易寫「丨」，相對歐美高檔品牌，適合漢字文化圈書寫細小漢字的需求。百乐钢笔也是马来西亚前首相马哈迪·莫哈末唯一使用的钢笔，以及其标志性的随身物品之一。

## 特色產品

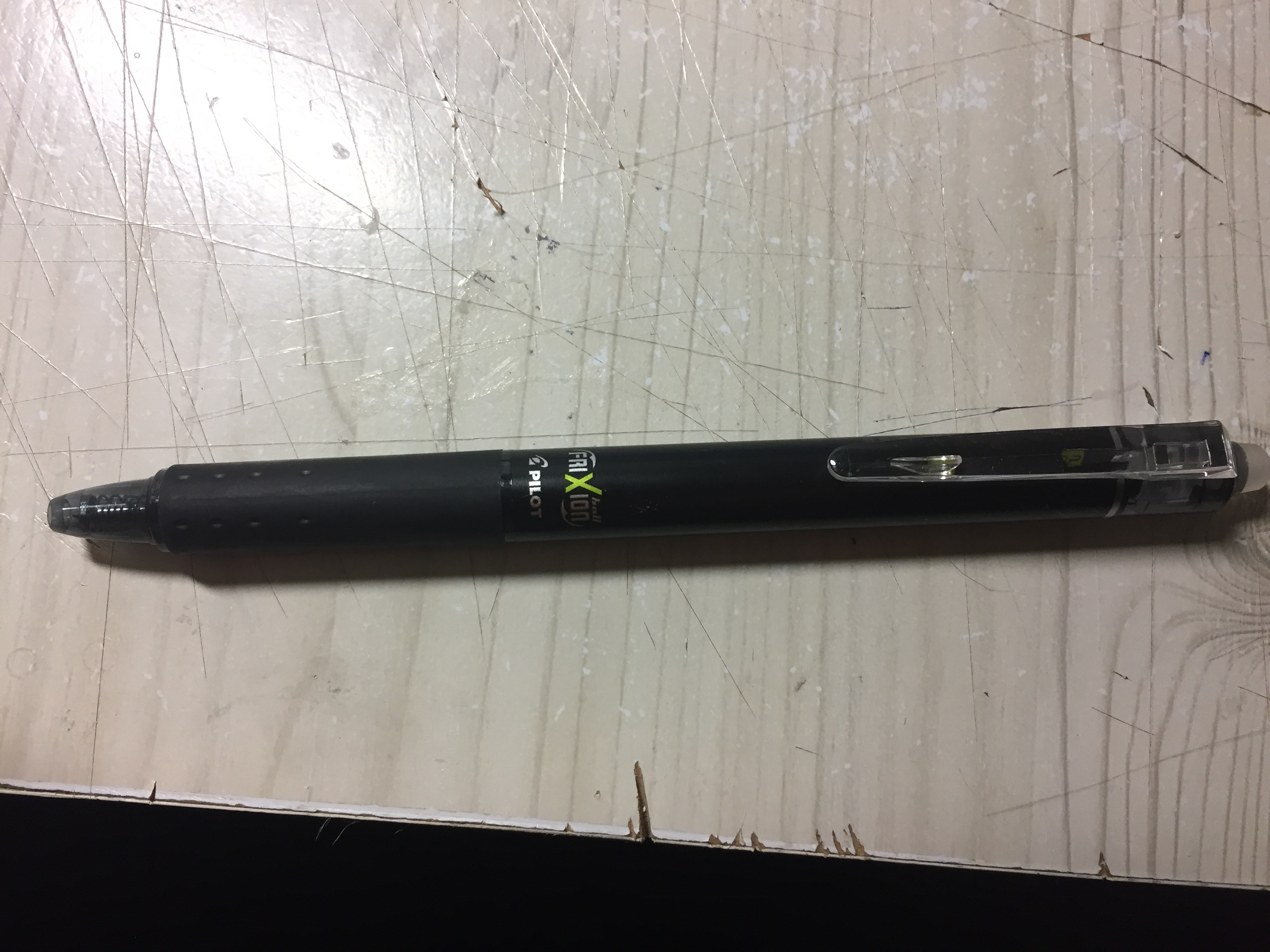
百樂魔擦鋼珠筆

- Pilot Frixion：是由百樂（Pilot）所用Metamocolor技術所生產的中性筆。其特點為用其所寫的字跡能透過筆桿末端的膠粒擦拭。

## 外部連結
- 百樂文具株式會社 （页面存档备份，存于） （日語）
  - PILOT（パイロットコーポレーション）的Facebook專頁
  - PILOT（パイロットコーポレーション）的Instagram帳戶
  - YouTube上的パイロット公式チャンネル頻道
- 台灣百樂文具股份有限公司 （页面存档备份，存于）（繁體中文）
  - PILOT百樂粉絲團的Facebook專頁
  - Pilot Pen Taiwan 百樂文具的Instagram帳戶
- 香港百樂文具股份有限公司 （页面存档备份，存于）（繁體中文）
  - Pilot Pen Hong Kong的Facebook專頁
  - YouTube上的Pilot Pen Hong Kong頻道